# Cantón Paltas
Paltas es un cantón de la provincia de Loja, lleva este nombre por la presencia de la etnia preincaica Palta, que constituye el elemento fundamental de la etnografía e historia provincial. 
El cantón Paltas, fundado en 1824, está en el centro de la provincia de Loja, con una superficie de 1.124 km². Tiene dos parroquias urbanas: Catacocha y Lourdes y siete parroquias rurales: Cangonamá, Casanga, Guachanamá, Lauro Guerrero, Orianga, San Antonio y Yámana.

## División política
Paltas se divide en nueve parroquias, dos urbanas y siete rurales:

### Parroquias urbanas
La cabecera cantonal de Paltas es la ciudad de Catacocha.
- Catacocha
- Lourdes

### Parroquias rurales
- Cangonamá
- Yámana
- Lauro Guerrero
- Casanga
- San Antonio
- Guachanamá
- Orianga

## Toponimia
Proviene del dialecto Palta que significa: Catay = aquí, y Cocha = laguna. Existen muchas versiones sobre el origen de su nombre, antiquísimo asiente indígena palta, pues se supone que para el año 1600, ya existía como parroquia eclesiástica fundada por los Dominicanos. Por la gran riqueza de sus tradiciones, heredada de los ancestros originarios y de la época colonial, Catacocha fue declarada Patrimonio Cultural de la Nación, el 25 de mayo de 1994.
Loja la provincia del cantón Paltas se asentó presumiblemente sobre una ciudad de los nativos americanos preexistente. Los pobladores de este valle se denominaban "Paltas" o al menos con esa denominación les reconocieron los conquistadores españoles.

## La conquista española
El fin del incario se da cuando aparecieron los primeros españoles en el año 1526, en las costas ecuatorianas. Según las tradiciones incas, el retorno del Viracocha debía darse y esa premisa histórica confundió a los incas que aceptaron al hombre blanco sin mayor resistencia. La guerra entre Huáscar y Atahualpa también los había debilitado y bajo el liderazgo de Atahualpa, que demostró gran visión de futuro y de progreso, el imperio buscaba desarrollarse en paz y mejorar sus condiciones de vida. La agricultura había tomado gran preponderancia con el sistema de terrazas que permitió aprovechar las escarpadas montañas andinas. La producción estaba segura y el pueblo tenía para alimentarse y para ofrendar a sus reyes y a sus dioses. 
Buscando mantener el dominio de tan extenso territorio, Atahualpa, quiteño de nacimiento, se instaló en Cajamarca, ciudad intermedia entre el Cuzco, Tomebamba o la actual Cuenca y Quito. Hasta allá llegaron los españoles para destronarlo. El hombre blanco y barbado lucía como la representación del señor Viracocha que retornaba y el caballo era una figura demasiado imponente para los indígenas que acababa de conocerlo. También sufrieron en carne propia la presencia de la pólvora y los arcabuces, instrumentos extraños para una comunidad que se apegaba a la naturaleza y no conocía estas técnicas avanzadas de conquista. 
Los españoles trajeron a estas tierras un idioma distinto que lo hemos asumido como propio, una religión que los indo-americanos tampoco conocíamos, una cultura más avanzada que provenía del continente más antiguo donde habían florecido civilizaciones como la griega y la romana, tecnologías más avanzadas en la navegación y el transporte y, desde luego, una organización social basada en el individualismo, tan distinta del sistema incaico que más bien parecía una organización socialista donde todos trabajaban para todos y para el inca. 23 
Simultáneamente, vinieron los nuevos conceptos de arte, arquitectura y más expresiones culturales que se fundieron magníficamente con las expresiones de la cultura india. El peso de la religión católica se reflejó en los primeros pasos de la conquista, junto a cada conquistador había un sacerdote dispuesto a cristianizar a los "paganos" indígenas. Por eso, las ciudades se construyeron a 
partir de una plaza mayor donde siempre tuvo fuerte predominio la presencia de un templo.

## Fundamentos históricos
- Los Paltas constituyeron el pueblo más importante y desarrollado del sur del Ecuador en la época aborigen;
- Los shamanes y dirigentes políticos, para destacar su identidad y nobleza, se moldeaban la cabeza en forma de palta (paltahuma).
- Los paltas fueron un pueblo aguerrido que opuso una tenaz resistencia a los incas.
- En 1 571 se fundó Catacocha como pueblo de reducción de las comunidades indígenas, reemplazando a Garrochamba, pueblo que se despobló rápidamente. Garrochamba se ubicaba en lo que ahora se llama “Pueblo Viejo” en la cima del cerro El Cascajo.
- A partir de 1 716 comenzaron a incorporarse blancos en la zona atraídos por tierras y el comercio. En 1 720 se la denominó Villa de San Pedro Apóstol de Catacocha.
- Desde 1 740 con exportación de Cascarilla, Catacocha se convirtió en importante tambo, especializándose en la producción de mulares, caña y vacunos
- Según medición de tierras de 1 751, que repetía una medición realizada 120 años antes, Catacocha era un sitio de encuentro de cinco caminos: Catacocha-Colanga; Catacocha-Tingue; Catacocha-San Vicente; Catacocha-Loja; Catacocha-Celica. El patrón de caminos en una zona escarpada determinaron su patrón orgánico.
- Con la desaparición de la población indígena en zona caliente, se ubicó en esas haciendas la población negra y forastera. De ellas nació el amplio mestizaje de la zona. Cada parroquia, e incluso poblado, adquirió su particularidad porque fue habitado por personas procedentes de distintos sitios que les dio un aire particular a cada sitio: Las Cochas y San Vicente poblada de blancos de posible ascendencia sefardita; Cangonamá habitada por una fuerte mayoría de blancos que debieron incorporarse en la comuna local; Chinchanga y Guachaúrco con una mayor presencia indígena; Yámana compuesta por una población forastera de diversos sitios captada por la hacienda; Casanga de población negra como herencia de la población afro que se incorporó a la zona.
- En 1 751 se confirmó el reparto de una legua de tierra a las comunas Collana y Catacocha; se señaló el sitio de la iglesia, plazoleta y convento
- En 1884 Chaguarpamba, que pertenecía a Zaruma, pasa a ser parroquia de Paltas.
- En 1911 aparece una nueva parroquia, la de Mercadillo, hasta que en el año de 1946 pasa a pertenecer a Puyango.
- El 23 de diciembre de 1985 se crea el Cantón Chaguarpamba integrando Chaguarpamba, Buenavista, Santa Rufina y El Rosario.
- En 1997 se separa Olmedo para ser Cantón, reduciéndose así la extensión del Cantón Paltas.

## Emancipación política
Paltas es uno de los cantones más antiguos del país. Se erigió cantón con el nombre de Catacocha, por la Ley de división territorial en tiempos de la Gran Colombia el 25 de junio de 1824, seis años antes de la república del Ecuador. 
A pesar de que el consejo Municipal presidido por Ezequiel Guamán, declara en el año 1954 la fecha cívica de cantonización de Paltas el 25 de junio, no es sino hasta el año 1965 cuando se celebra por primera vez la fiesta de aniversario cantonal. 
En el año 1861 mediante una nueva ley de división territorial aparece con el nombre del cantón Paltas donde se le adjudican las parroquias de Catacocha, Guachanamá, Celica, Alamor y Zapotillo; con el pasar de los años el territorio de Paltas ha sufrido varias desmembraciones, en la actualidad cuentan con nueve parroquias, dos urbanas, y siete rurales; cabe indicar que también pertenecieron a Paltas los cantones de Chaguarpamba y Olmedo.

## Geografía
Paltas se ubica en la parte central de la Provincia de Loja, abarca una variedad impresionante de accidentes geográficos, desde partes altas y mesetas hasta valles secos, Catacocha esta asentada en la meseta que abarca la parte oriental del Cantón, hay varios valles de considerable extensión como Casanga y Orianga, también existen montañas emblemáticas como Pisaca, Guanchurco y Guachanamá.
Los ríos Catamayo y Puyango rodean al cantón Paltas, de manera que el río Puyango sirve de frontera natural entre el cantón y la provincia de El Oro, y al sur el río Catamayo constituye el límite natural con los cantones Catamayo, Gonzanamá, Calvas y Sozoranga.
La orografía del cantón se caracteriza por una diferencia de alturas entre los 600 m s. n. m. en los ríos Puyango, Playas y Catamayo hasta 3.000 m s. n. m. en el cerro Guachanamá, y unas pendientes que en su mayor extensión superan el 50%.
Paltas se caracteriza por su bosque seco tropical el cual cubre una extensión considerable; la cobertura vegetal del cantón es mayoritariamente matorral desértico, matorral espinoso y bosque seco caduco.
En la parte central se ubica el valle de Casanga que cubre un 35% de la superficie, en este valle se cultiva extensivamente una gran variedad de productos agrícolas, como maní, Tuna de cactus, café, mango, plátano, arroz, camote, yuca, maíz y otros productos agrícolas de mano de fincas y haciendas.
El Cantón Paltas es también una zona ganadera para producción de carne y queso de alta calidad.

### Clima
Cuenta con varios tipos de climas: tropical de sabana, semiárido, templado y frío; el clima templado y subtropical se extiende en las partes de meseta, el clima tropical detenta la mayor parte del territorio, el valle que abarca los sitios de Playas, Casanga, Naranjo, Yámana y el Empalme; la cuenca del Río Catamayo, Orianga y los matorrales.
La temperatura en la parte alta de Paltas alcanza los 12 °C y en la parte baja hasta 24 °C, y la precipitación en la parte seca es de unos 500 mm y en las partes húmedas supera los 1000 mm anuales.
El clima frío abarca las cordilleras más altas en sitios como Guachanamá y Guachurco
En Catacocha el clima es suave, templado en invierno y subtropical en verano, mientras en los valles y partes bajas el clima es muy seco y caliente.
Paltas tiene mayormente un clima caliente o tropical.

### Precipitación
En Paltas los aguaceros son temporales y torrenciales; se dan de enero a abril. La época seca es de mayo a diciembre. La mayor parte del año el área puede ser considerada muy seca y la otra parte del año muy lluviosa. 
Las áreas irrigadas se encuentran en todo el cantón y son generalmente los beneficiarios los propietarios de las haciendas.

## Fecha de cantonización
25 de junio de 1824.
Existen adicionalmente dos fechas importantes para los pobladores de Catacocha:
30 de julio, en la que se celebra las nuevas cosechas de sus pobladores conocida como la Feria de Catacocha.
1 semana de octubre la Feria de Exposiciones bovinas.

## Situación y límites
El Cantón Paltas se ubica al norte – occidente de la provincia de Loja y sus límites son: 
- al norte los cantones de Chaguarpamba, Olmedo y la provincia de El Oro
- al sur con los cantones de Calvas y Sozoranga
- al este con los cantones de Catamayo y Gonzanamá
- al oeste los cantones Puyango y Celica

## Turismo
En el barrio de tundunda a las faldas de pizaca se encuentra una cascada hermosa que en temporada de invierno es espectacular en el mismo sitio en la propiedad de don Carlos Saritama se encuentran un vestigio e indicios de haber construido una vivienda en una roca gigante, además en el mismo sector se puede tener una vista panorámica de toda la población de Catacocha y sus alrededores en el mirador donde se puede observar una torre de tubo .
Bajando por el mismo sector específicamente en el barrio San Pedro (su nombre se debe a un santo) en el mes de junio cada 30 de cada año se celebra una fiesta en honor al mismo, que está acompañado de castillo, danzas y cogida de ruedas (viene acompañado de víveres) que cada año se tiene que devolver además tiene como directiva los mismos priostes del lugar y de otros lugares como los residentes de las provincias la cual es una tradición de años de realización.
- Mirador “El Shiriculapo” o Balcón del Inca:

- Balcón del Shiry:

Jefe de la tribu de los Paltas, es un mirador natural formado por una montaña rocosa de granito, cuya pared lateral occidental desciende en forma abrupta y vertical a unos 150 metros de profundidad. Desde el domo superior que semeja a un balcón excavado en la roca, se puede admirar el sitio Playas y el Valle de Casanga; los cerros Guanchuro, Pisaca, Cango, Pilapila y todos los paisajes del entorno de Catacocha
- Balneario popular “El Almendral”:

Ubicado a pocos kilómetros de la ciudad de Catacocha en la vía que conduce a Macará y junto al corredor turístico sur-occidental de la provincia de Loja, aprovechando su riqueza, el entorno natural ofrece el Chorro y enlaza con otro a escasos 100 metros de distancia en el sector los dos puentes. Este balneario permite a la comunidad y a los turistas que con frecuencia lo visitan de opciones alternativas que posibiliten el turismo ecológico.
- Ayuma Canopy Tour (actualmente cerrado):

Ubicados en las faldas del cerro Guanchuro a 2 1/2 km de la ciudad de Catacocha. A 5 minutos del centro poblado de Catacocha, se puede disfrutar de una nueva actividad turística y deportiva en la región sur del país. Canopy, senderos, zona de campin y cafetería, son los servicios básicos que ofrecen a los visitantes.
- Otros Miradores naturales:
  - Chininuma, es un mirador natural ubicado al noreste de la ciudad de Catacocha, desde aquí se puede admirar una gran extensión del cantón, como: la verde zona de Lauro Guerrero, Orianga, Cangonamá y el pintoresco cerro Cango.
  - La Quinta, es otro balcón natural al norte de la ciudad, está circundado por pinos, ciprés, eucaliptos, arabiscos, grupos, buganvillas, magnolias y otras plantas florales propias del lugar. Desde este sitio se puede observar la Chorrera Blanca, los fructíferos valles de Yámana y San António.
  - El Pizaca, en este cerro se puede practicar el turismo ecológico de montaña.

## Cultura
El Museo del Colegio Físico Misional Marista: ubicado en la ciudad de Catacocha, en él se encuentran reliquias arqueológicas representativas de los originarios, así como restos de animales y vegetales petrificados, los cuales han sido recogido por los mismos pobladores en los alrededores de la ciudad y sus valles.

## Comercio
El cantón Paltas es un centro de transacciones comerciales. Todas las parroquias rurales tienen sus ferias anuales, donde se dan cita, agricultores, ganaderos, pequeños y grandes comerciantes. Los domingos en la cabecera cantonal, son días de verdadera animación y actividad comercial.
Tres son las ferias comerciales que se realizan anualmente en la cabecera cantonal de Catacocha, a saber: la del 24 de junio, 30 de julio y primer domingo de octubre.

## Industrias
Las industrias están poco desarrolladas. Tradicionales son los objetos de cerámica, confeccionados por los moradores de los barrios Tacoranga y Quebrada arriba. Existen fábricas de Teja y ladrillo

## Aspectos arqueológicos
Algunos estudios arqueológicos de Loja, fueron realizados en los años 80’ por la misión científica Francesa. Estos estudios han sentado los simientos de nuestro conocimiento actual sobre las poblaciones prehispánicas, asentadas en la zona desde tiempos muy remotos.
Los sitios del Periodo de Desarrollo Regional fueron excavados por Patrice Lecoq, integrante de la Misión Francesa, estaban distribuidos en los valles de Catamayo, Catacocha y Cariamanga. Su presencia se demarcaría entre 500 a. C. – 300 a. C. y 500
Otro importante componente de la arqueología paltence, es representado por lo petroglifos, poco estudiados científicamente en este territorio; con amplia dispersión de sitios concentrados en la zona de Santo Domingo de Guzmán, parroquia San Antonio, Yámana, Cangonamá y Agua Rusia.
En Yámana, dentro de la propiedad de la familia Beltrán, se encuentra uno de los petroglifos que han permanecido enterrado algún tiempo. En este mismo sector se encuentran otros petroglifos que han permanecido enterrados algún tiempo. En este mismo sector se encuentran otros petroglifos formando parte de un complejo arqueológico de gran extensión, disperso en un campo espinoso llamado la Arrinconada. Aquí en un área aproximada de 1000 metros están concentradas rocas grabadas con motivos geométricos, zoomorfos y antropomorfos las cuales se encuentran deteriorados, propio de la acción natural del clima y de actividades animales y humanas.

## Medios de comunicación
El cantón Paltas cuenta con 2 radios una en FM y otra a través de Internet en On Line. Además de un canal de televisión por circuito cerrado.
La Radio Catacocha Stereo 99.7 FM por más de 21 años brindado su servicio radial a todo el Cantón Paltas y Cantones aledaños.
- RADIO SHIRICULAPO HD (INTERNET), Es un medio de comunicación que transmite las 24 horas con la más diversa programación musical para todos los gustos. Además de noticias, deportes y mucho más. Su propietario es el Ing. Danny Javier Collaguazo Rios, un Paltense que ha hecho posible que este medio de comunicación llegue a muchos hogares en todo el mundo a través de la nueva tecnología como lo es el internet.

## Personas destacadas
- Lauro Guerrero Becerra
- Domingo Celi
- Manuel Vicente Vivanco Tinoco
- Ventura Encalada Barragán
- Abraham Ramírez Ramírez